# 領下村
領下村（りょうげむら）は、かつて岐阜県稲葉郡にあった村である。
現在の岐阜市領下などに該当する。
町村制で当村の発足時は厚見郡であったが、郡の合併で稲葉郡の村となっている。

## 歴史
- 江戸時代末期、この地は平藩領であった。
- 1889年（明治22年）7月1日 - 町村制により、領下村発足。
- 1897年（明治30年）4月1日[2] - 方県郡の一部、厚見郡、各務郡が合併し、稲葉郡となる。当村は稲葉郡の村となる。
- 1897年（明治30年）4月1日 - 下川手村、上川手村と合併し、厚見村が発足。同日領下村は廃止。